# نوتان
فن الثوبان أو فن النوتان فن ياباني الأصل يعتمد على عنصري الضوء والظلام يتم فيها بوضع العنصرين مع بجانب بعضهما البعض لتكوين التصميم

## نشأة النوتان
نشأ النوتان في القرن السابع الميلادي في اليابان والصين ومورس لقرون عديده وكان يشير إلى تدرج قيمة اللون.
أصل التسمية: NOTAN هي كلمة يابانية تتكون من جزأين هما no تعني الباهت والخافت وtan تعني درجة العمق والكثافة والظلام. أي تفاعل بالضوء و الظلام.
مؤسس فن النتوتان
اهتم الفنان ارثر ويسلس داو بفنون الشرق ودرس في باريس تاريخ الفن ومنه تصميم النوتان. في القرن العشرين تحول النوتان إلى نظام تعليمي تكويني في الغرب عن طريق الفنان ارثر ويسلي داو.
اهتم الفنان ارثر ويسلي داو آرثر ويزلي دو بفنون الشرق الاقصى ودرس في باريس تاريخ الفن والمقارن والبنية التصويرية في تكوين اللوحات لهذه الفنون وخاصة ما يسمى بتصميم النوتان NOTAN DESIGN
وخاصة في مطلع القرن العشرين تحول النوتان إلى نظام تعليمي تكويني في الغرب عن طريق الفنان ارثر ويسلي داو Arthur Wesley Dow .

## وصلات خارجية
- https://www.youtube.com/watch?v=EBdaZfFTh94